# 大凶捕
《大凶捕》是一套2014年拍攝的香港單元電視劇。由梁思浩、王喜、廖啟智、周家怡、陳彥行、黃文慧、李雨陽、黃美棋、強尼主演。

## 故事牽涉的真實事件或傳聞
| 集數 | 故事標題     | 真實事件或都市傳聞       |
| 1    | 請仙         | 王嘉葶屯門海翠花園失蹤案 |
| 2    | 迷離殺       | 藍可兒死亡事件           |
| 3    | 陰陽人       | 啟晴邨槍擊案             |
| 4    | 碎屍還魂     | 大角咀肢解父母案         |
| 5    | 賭你個頭     | 四無頭鬼打麻雀傳聞       |
| 6    | 蕉屍夢想     | 電影製片助理梁嘉敏失蹤案 |
| 7    | 胎魂不息     | 狠母殺小凱晴             |
| 8    | 姊魅情       | 荔景邨情殺案             |
| 9    | 要死一定要死 | 丁利華西貢失蹤案         |
| 10   | 最後凶捕     | 跑馬地紙盒藏屍案         |

## 演員表

### 第1集－請仙
| 演員     | 角色   | 暱稱／關係                      |
| 梁思浩   | 梁思浩 | 靈異節目主持人                  |
| 盧頌恩   | 黎妙雪 | 阿雪 玩碟仙失蹤的女孩           |
| 余采霖   | 馮麗琴 | 阿琴 紅衣女鬼、紙盒藏屍案受害者 |
| 晧雲師傅 | 師傅   | 靈異節目顧問、法科師傅          |

### 第2集－迷離殺
| 演員   | 角色   | 暱稱／關係                                                                                 |
| 王喜   | 林壹   | 著名驚慄電影導演 殺害張小曼並利用其死亡的故事拍成電影 最後看見張小曼鬼魂並誤以為其為張小如 |
| 林靜莉 | 張小曼 | 張小如之攣生姊姊 被林壹殺害                                                                |
| 林靜莉 | 張小如 | 張小曼和林壹幻想之攣生妹妹 假扮張小曼迫使林壹說出真相                                      |
| 梁思浩 | 梁思浩 | 靈異節目主持人 訪問林壹                                                                    |
|        | 鍾sir  | 協助張小曼拘捕林壹 不懼怕鬼魂                                                              |

### 第3集－陰陽人
| 演員   | 角色   | 暱稱／關係 |
| 廖啟智 | 劉強   | 陰陽人 同時擁有男性和女性的性器官 在家鄉被變態漢強姦 後偷渡到香港並誕下劉晴 成為鬼魂后殺害艾力                                                 |
| 趙哲妤 | 劉晴   | 阿晴 晴姐 無名演員 為上位當上小三 劉強之女 艾力情婦 利用劉強秘密並以冤枉其為自己增加知名度 得知劉強死後仍有心保護自己 自己毀容並有著男性的聲音 |
|        | 艾力   | 導演 劉晴情夫 |
| 梁思浩 | 梁思浩 | 靈異節目主持人 訪問劉晴 |

### 第4集－碎屍還魂
| 演員   | 角色   | 暱稱／關係                                                                                     |
| 黃文慧 | 李淑儀 | 傅嘉瑋之母,極之疼愛其 被傅嘉瑋和加菲殺害,後被指已失蹤 後成為鬼魂煮飯給傅嘉瑋吃,並告訴其死期    |
| 李尚正 | 傅嘉瑋 | 李淑儀之子 原打算假扮欠下賭債,後意氣用事之下殺死李淑儀,後假扮尋找其 最後死於甲午年九月初五酉時 |
| 梁思浩 | 梁思浩 | 靈異節目主持人 訪問李淑儀、傅嘉瑋和加菲                                                        |
|        | 加菲   | 傅嘉瑋之好友 協助其殺害李淑儀,後跳樓自殺                                                       |
|        |        | 李淑儀之前夫 傅嘉瑋之父 在與李淑儀離婚後發跡                                                   |

### 第5集－賭你個頭
| 演員   | 角色   | 暱稱／關係                                           |
| 李雨陽 | 郭志男 | 新聞記者 報導四人車禍時侮辱四位死者                  |
| 關逸基 |        | 四無頭鬼 在前往打麻雀時死於車禍,后被郭子男報導時侮辱 |
| 周國紹 |        | 四無頭鬼 在前往打麻雀時死於車禍,后被郭子男報導時侮辱 |
| 袁浩堯 |        | 四無頭鬼 在前往打麻雀時死於車禍,后被郭子男報導時侮辱 |
| 關浩傑 |        | 四無頭鬼 在前往打麻雀時死於車禍,后被郭子男報導時侮辱 |
| 梁思浩 | 梁思浩 | 靈異節目主持人 訪問郭志男                            |

### 第6集－蕉屍夢想
| 演員   | 角色   | 暱稱／關係                |
| 黃美棋 | 鄧慧珊 | 電影製片                  |
| 趙哲妤 | 芭蕉鬼 |                           |
| 麥詠楠 | 鄧慧珊 | 村長女兒                  |
| 陸志娟 |        |                           |
| 王志海 |        |                           |
| 梁思浩 | 梁思浩 | 靈異節目主持人 訪問鄧慧珊 |

### 第7集－胎魂不息
| 演員   | 角色   | 暱稱／關係                                             |
| 周家怡 | 古嘉美 | 未婚媽媽 36歲 十八年前曾墮胎 欣欣(一歲半)之母 殺害欣欣 |
| 馬嘉韻 |        |                                                        |
| 莊凱靖 |        |                                                        |
| 周祉君 |        |                                                        |
| 梁思浩 | 梁思浩 | 靈異節目主持人 訪問古嘉美                              |

### 第8集－姊魅情
| 演員   | 角色   | 暱稱／關係 |
| 陳彥行 | 林美玲 | 家姐 林美芬之姊 梁光宇之女友 于30年前被梁光宇错手割喉杀害 |
| 許妤茵 | 林美芬 | 林美玲之妹 原先看不起梁光宇，並嫌弃其是哑巴并认定梁给不到其姐幸福 于30年前因侮辱梁光宇是哑巴而给其割喉杀害。                                                   |
| 李潤庭 | 梁光宇 | 阿宇 林美玲之男友,誤會其與傑哥有染，实则是其妹从中作梗破坏梁与其姐的关系,因而误殺林美玲和杀害林美芬 于2013年出狱，后因内疚自己杀害林美玲和林美芬而跳海自杀身亡 |
| 梁思浩 | 梁思浩 | 靈異節目主持人 訪問林美玲和林美芬 |
| 張敬仁 | 趙思敏 | 搬到林美玲和林美芬的單位旁的單位 原先害怕林美玲和林美芬，后因得知林美玲和林美芬的故事后协助他们和梁光宇见面                                                    |
| 馬嘉均 | 傑哥   | 傑哥 林美玲之音樂老師,教導其吹口琴,並喜歡其,后向其表白但被其拒绝                                                                                               |

### 第9集－要死一定要死
| 演員   | 角色   | 暱稱／關係                       |
| 強尼   | 安泉   | 安森之攣生哥哥                   |
| 強尼   | 安森   | 安泉之攣生弟弟 假扮並殺死安泉    |
| 許妤茵 | 阿儀   | 安泉之女友 被安森綁架,後被其撕票 |
| 梁思浩 | 梁思浩 | 靈異節目主持人 訪問安森          |

### 第10集－最後凶捕
| 演員     | 角色   | 暱稱／關係                     |
| 梁思浩   | 梁思浩 | 靈異節目主持人                 |
| 余采霖   | 馮麗琴 | 阿琴 紅衣女鬼 紙盒藏屍案受害者 |
| 盧頌恩   | 黎妙雪 | 阿雪 玩碟仙失蹤的女孩          |
| 皓云師傅 | 師傅   | 靈異節目顧問、法科師傅         |

## 劇集配樂或主題歌曲
| 集數 | 主唱   | 歌曲           |
| 2    | 黃偉文 | 我這麼容易愛人 |
| 8    | 麥潔文 | 夜夜痴纏       |
| 8    | 許冠傑 | 夜半輕思語     |
| 8    | 許冠傑 | 雙星情歌       |
| 8    | 許冠傑 | 天才白痴往日情 |